# Citroën C2 S1600
La Citroën C2 S1600 è un'auto da rally conforme alle normative per la classe S1600 e sviluppata dagli ingegneri e dai progettisti della Citroën Racing, che deriva dal modello di serie Citroën C2 VTS.
Dall'anno del suo debutto nel Mondiale Rally, il 2005, ha preso parte al campionato JWRC, dedicato ai piloti under 28, cogliendo due titoli piloti con Daniel Sordo al debutto, con Sébastien Ogier nel 2008 e con Martin Prokop nel 2009. Inoltre, nelle stagioni 2005 e 2008, tale vettura ha vinto anche il Campionato Costruttori.

## Vittorie nel Junior WRC
| N° | Anno | Evento                                  | Pilota           | Navigatore             |
| -- | ---- | --------------------------------------- | ---------------- | ---------------------- |
| 1  | 2005 | 73° Rallye Automobile Monte-Carlo       | Kris Meeke       | Chris Patterson        |
| 2  | 2005 | 2° Supermag Rally Italia Sardinia       | Dani Sordo       | Marc Martí             |
| 3  | 2005 | 55° Neste Rally Finland                 | Dani Sordo       | Marc Martí             |
| 4  | 2005 | 24° OMV ADAC Rallye Deutschland         | Dani Sordo       | Marc Martí             |
| 5  | 2005 | 41° RallyRACC Catalunya - Costa Daurada | Dani Sordo       | Marc Martí             |
| 6  | 2006 | 42° RallyRACC Catalunya - Costa Daurada | Martin Prokop    | Jan Tománek            |
| 7  | 2006 | 50° Tour de Corse - Rallye de France    | Brice Tirabassi  | Jacques-Julien Renucci |
| 8  | 2006 | 25° OMV ADAC Rallye Deutschland         | Kris Meeke       | Glenn Patterson        |
| 9  | 2007 | 26° ADAC Rallye Deutschland             | Martin Prokop    | Jan Tománek            |
| 10 | 2007 | 51° Tour de Corse - Rallye de France    | Martin Prokop    | Jan Tománek            |
| 11 | 2008 | 5° Corona Rally Mexico                  | Sébastien Ogier  | Julien Ingrassia       |
| 12 | 2008 | 1° Jordan Rally                         | Sébastien Ogier  | Julien Ingrassia       |
| 13 | 2008 | 58° Neste Oil Rally Finland             | Martin Prokop    | Jan Tománek            |
| 14 | 2008 | 27° ADAC Rallye Deutschland             | Sébastien Ogier  | Julien Ingrassia       |
| 15 | 2008 | 44° RallyRACC Catalunya - Costa Daurada | Martin Prokop    | Jan Tománek            |
| 16 | 2008 | 52° Tour de Corse - Rallye de France    | Martin Prokop    | Jan Tománek            |
| 17 | 2009 | 38° FxPro Cyprus Rally                  | Martin Prokop    | Jan Tománek            |
| 18 | 2009 | 6° Rally d'Italia Sardegna              | Martin Prokop    | Jan Tománek            |
| 19 | 2009 | 59° Neste Oil Rally Finland             | Martin Prokop    | Jan Tománek            |
| 20 | 2009 | 45° RallyRACC Catalunya - Costa Daurada | Hans Weijs Jr.   | Bjorn Degandt          |
| 21 | 2010 | 41° Rally Bulgaria                      | Thierry Neuville | Nicolas Klinger        |
| 22 | 2010 | 28° ADAC Rallye Deutschland             | Hans Weijs Jr.   | Bjorn Degandt          |